# Loft Story 4
Vous pouvez aider à l'améliorer ou bien discuter des problèmes sur sa page de discussion.
- Il n'est pas vérifiable et peut contenir des informations totalement erronées. Il est fortement conseillé aux contributeurs d'étayer son contenu par des sources fiables. Sans cela, sa suppression pourrait être envisagée. (si vous venez d'apposer le bandeau, veuillez cliquer sur ce lien pour créer la discussion et en afficher les indications). (Marqué depuis novembre 2024)
- Il peut contenir un travail inédit ou des déclarations non vérifiées. Vous pouvez l’améliorer en ajoutant des références. (Marqué depuis novembre 2024)

- Archive Wikiwix
- Bing
- Cairn
- DuckDuckGo
- E. Universalis
- Gallica
- Google
- G. Books
- G. News
- G. Scholar
- Persée
- Qwant
- (zh) Baidu
- (ru) Yandex
- (wd) trouver des œuvres sur Wikidata

Vous pouvez aider à l'améliorer ou bien discuter des problèmes sur sa page de discussion.
- Son admissibilité est à vérifier. Motif : manque de références. Il s'agit uniquement de travail inédit. Saison ne se démarquant pas particulièrement.. Vous êtes invité à le compléter pour expliciter son admissibilité, en y apportant des sources secondaires de qualité. (Marqué depuis avril 2025)
- Il ne cite pas suffisamment ses sources. Vous pouvez indiquer les passages à sourcer avec {{référence nécessaire}} ou {{Référence souhaitée}}, et inclure les références utiles en les liant aux notes de bas de page. (Marqué depuis novembre 2024)
- Son texte doit être wikifié : il ne correspond pas à la mise en forme Wikipédia (style, typographie, liens internes, liens entre les wikis, etc.). (Marqué depuis novembre 2024)

- Archive Wikiwix
- Bing
- Cairn
- DuckDuckGo
- E. Universalis
- Gallica
- Google
- G. Books
- G. News
- G. Scholar
- Persée
- Qwant
- (zh) Baidu
- (ru) Yandex
- (wd) trouver des œuvres sur Wikidata

Cet article concerne la quatrième saison de Loft Story. Pour les autres saisons de Loft Story, voir Loft Story (Québec).
Loft Story 4 est la quatrième saison de la télé réalité québécoise Loft Story se déroulant du 26 septembre au 5 décembre 2007. Marie Plourde est l'animatrice des galas du dimanche, alors que Virginie Coossa est chargée de l'animation des émissions quotidiennes. Cette saison est la première où le public ne doit élire qu'un seul vainqueur plutôt qu'un couple de vainqueurs.
Sébastien, Mathieu « Cass », Christelle et Delphine ont participé à Loft Story 6 : La Revanche en 2009.

## Déroulement du jeu

### 1resemaine
Ballotage : Stéphanie, Robert, Véronika
- Départ : Robert « Bob » Dumoulin

### 2esemaine
Ballotage : Stéphanie, Karine, Vincent
- Départ : Karine Bellemare

### 3esemaine
Ballotage : Stéphanie, Thomas, Yannick « Mimo »
- Départ : Stéphanie Marchant

### 4esemaine
Ballotage : Thomas, Élodie, Sébastien, Marilyne
- Départ : Marilyne Dupuis

### 5esemaine
Ballotage : Mathieu « Cass », Thomas, Sébastien, Francis, Vincent.
- Départs : Francis Benoit et Vincent Turcotte

### 6esemaine
Ballotage : Thomas, Yannick « Mimo »
- Départ : Yannick « Mimo » Comeau

### 7esemaine
Ballotage : Crystal, Christelle, Veronika, Élodie 
- Départ : Crystal Dumas

### 8esemaine
Ballotage : Thomas, Delphine, Veronika, Christelle, Mathieu R.
- Départ : Christelle Huot

### 9esemaine
Ballotage : Sebastien, Thomas, Mathieu Blond, Mathieu Cass
- Départ : Mathieu « Blond » Robitaille

### 10esemaine
- Finalistes : Delphine Constantin - Élodie Labbé - Sébastien Tremblay - Thomas Girard - Veronika Filonenko - Mathieu « Cass » Surprenant
- Gagnants
  - Choisi par le public : Mathieu « Cass » Surprenant
  - combinaison tirée au sort du coffre-fort : Sébastien Tremblay

## Prix remis aux vainqueurs
- Gagnant choisi par le public (Mathieu « Cass ») : Une maison Bonneville et 25 000 $
- Gagnant de la combinaison tiré au sort du coffre-fort (Sébastien): 75 000 $